# Galerella
Galerella là một chi nấm thuộc họ Bolbitiaceae. Chi này phân bố rộng rãi và chứa 6 loài.